# هاراسگاما
هاراسگاما (به لاتین: Harasgama) یک منطقهٔ مسکونی در سری‌لانکا است که در استان مرکزی (سری‌لانکا) واقع شده‌است.